# .357 Magnum
.357 Magnum je revolverski naboj, ki ga je izdelalo podjetje Smith & Wesson iz ZDA leta 1934. Ta naboj je v bistvu enak naboju .38 Special le, da ima daljši tulec in posledično močnejše smodniško polnjenje. Tako je možno iz revolverjev izdelanih v kalibru .357 Magnum izstreljevati naboje .38 Special, obratno pa zaradi daljše skupne dolžine naboja ni mogoče. 
Naboj je bil izdelan primarno za policijske enote, lov in za samoobrambo. Zaradi močnega smodniškega polnjenja ima krogla veliko prebojnost in velik domet. Tudi to je eden od razlogov, da se v ZDA veliko uporablja za lov na nizko divjad. Velika priljubljenost tega močnega naboja med športnimi in ljubiteljskimi strelci narašča, tako, da je danes večina prodanih revolverjev izdelanih v tem kalibru. Športnim strelcem je danes na voljo tudi strelivo .357 Magnum s šibkejšim polnjenjem in tekmovalno kroglo (wadcutter).
Premer krogle je 9 mm, ker pa je naboj ameriške izdelave, je njen premer izražen v palcih (0,357 palca). Zanimivo je, da je premer krogle naboja .38 Special tudi 9 mm (0,38 palca). Do razlike v ameriških merah pa pride zaradi različnega merjenja kalibra. Naboj .38 special izhaja še iz časov, ko so naboje polnili tako, da so krogle vstavljali v tulec do roba na krogli, tako je bil del svinčenke, ki je štrlel iz tulca, širši od »pete« krogle vstavljene v tulec. Oznaka naboja ustreza temu, večjemu premeru krogle - približno 0,38 palca, kar je tudi zunanji premer tulca. 